# کبودبال کرتی بیابانی
کبودبال کرتی بیابانی (نام علمی: Azanus ubaldus) نام یک گونه از سرده کبودبال‌های کرتی است.